# Zagreb Indoors 2006
Lo Zagreb Indoors 2006, noto anche come PBZ Zagreb Indoors per motivi di sponsorizzazione, è stato un torneo di tennis giocato sul cemento indoor.
È stata la 3ª edizione dello Zagreb Indoors (la 1a dal 1997, quando il torneo si chiamava Croatian Indoors),
che fa parte della categoria International Series nell'ambito dell'ATP Tour 2006.
Si è giocato al Dom Sportova di Zagabria in Croazia, dal 29 gennaio al 5 febbraio 2006.

## Campioni

### Singolare
Ivan Ljubičić ha battuto in finale  Stefan Koubek per 6–3, 6–4.

### Doppio
Jaroslav Levinský /  Michal Mertiňák hanno battuto in finale  Davide Sanguinetti /  Andreas Seppi per 7–6(7), 6–1.